# Bradyidius styliformis
Bradyidius styliformis är en kräftdjursart som beskrevs av Othman och Greenwood 1987. Bradyidius styliformis ingår i släktet Bradyidius och familjen Aetideidae. Inga underarter finns listade i Catalogue of Life.